# العلاقات الكرواتية الكولومبية
العلاقات الكرواتية الكولومبية هي العلاقات الثنائية التي تجمع بين كرواتيا وكولومبيا.

## مقارنة بين البلدين
هذه مقارنة عامة ومرجعية للدولتين:
| وجه المقارنة                                              | كرواتيا                                                  | كولومبيا        |
| --------------------------------------------------------- | -------------------------------------------------------- | --------------- |
| المساحة (كم2)                                             | 56.59 ألف                                                | 1.14 مليون      |
| عدد السكان (نسمة)                                         | 4.11 مليون                                               | 49.07 مليون     |
| الكثافة السكانية (ن./كم²)                                 | 72.63                                                    | 43.04           |
| العاصمة                                                   | زغرب                                                     | بوغوتا          |
| اللغة الرسمية                                             | اللغة الكرواتية                                          | اللغة الإسبانية |
| العملة                                                    | كونا كرواتية                                             | بيزو كولومبي    |
| الناتج المحلي الإجمالي (بليون دولار)                      | 54.85 مليار                                              | 309.19 مليار    |
| الناتج المحلي الإجمالي (تعادل القوة الشرائية) بليون دولار | 94.64 مليار                                              | 724.96 مليار    |
| الناتج المحلي الإجمالي الاسمي للفرد دولار أمريكي          | 11.54 ألف                                                | 7.60 ألف        |
| الناتج المحلي الإجمالي للفرد دولار أمريكي                 | 21.64 ألف                                                | 13.36 ألف       |
| مؤشر التنمية البشرية                                      | 0.818                                                    | 0.720           |
| رمز المكالمات الدولي                                      | +385                                                     | +57             |
| رمز الإنترنت                                              | .hr                                                      | .co             |
| المنطقة الزمنية                                           | توقيت وسط أوروبا، ت ع م+01:00، ت ع م+02:00، أوروبا/زغرب ‏ | 00              |

## منظمات دولية مشتركة
يشترك البلدان في عضوية مجموعة من المنظمات الدولية، منها:
| علم المنظمة | اسم المنظمة                               | تاريخ انضمام كرواتيا | تاريخ انضمام كولومبيا |
| ----------- | ----------------------------------------- | -------------------- | --------------------- |
|             | مؤسسة التنمية الدولية                     | 25 فبراير 1993       | 16 يونيو 1961         |
|             | يونسكو                                    | 1 يونيو 1992         | 31 أكتوبر 1947        |
|             | وكالة ضمان الاستثمار متعدد الأطراف        | 19 مارس 1993         | 30 نوفمبر 1995        |
|             | حلف شمال الأطلسي                          | 1 أبريل 2009         | ?                     |
|             | الأمم المتحدة                             | 22 مايو 1992         | 5 نوفمبر 1945         |
|             | الفريق المعني برصد الأرض                  | ?                    | ?                     |
|             | الاتحاد البريدي العالمي                   | ?                    | ?                     |
|             | البنك الدولي للإنشاء والتعمير             | 25 فبراير 1993       | 24 ديسمبر 1946        |
|             | المنظمة الهيدروغرافية الدولية             | ?                    | ?                     |
|             | الاتحاد الدولي للاتصالات                  | 3 يونيو 1992         | 25 أغسطس 1914         |
|             | منظمة حظر الأسلحة الكيميائية              | ?                    | ?                     |
|             | مؤسسة التمويل الدولية                     | 25 فبراير 1993       | 20 يوليو 1956         |
|             | المركز الدولي لتسوية المنازعات الاستشارية | 22 أكتوبر 1998       | 14 أغسطس 1997         |
|             | منظمة التجارة العالمية                    | ?                    | ?                     |
|             | منظمة الشرطة الجنائية الدولية             | ?                    | ?                     |

## وصلات خارجية
- موقع وزارة الخارجية الكرواتية